# Ángel Edo
Ángel Edo Alsina (Gavá, Barcelona, 4 de agosto de 1970) es un exciclista español.

## Trayectoria
Fue profesional desde 1992 (año que también disputó los JJ. OO. de Barcelona 92) y debutó con el equipo Kelme. A lo largo de su carrera profesional destacó como esprínter, logrando la mayoría de sus victorias en finales de etapa con llegadas en grupo.
Participó en la prueba de fondo en carretera de los Juegos Olímpicos de 1992 celebrados en Barcelona, finalizando en el puesto 15.º.
Tras su retirada, ha seguido vinculado al ciclismo como representante de ciclistas, entre ellos Joaquim Rodríguez, Pablo Lastras, José Joaquín Rojas, Haimar Zubeldia, Alberto Losada o Giampaolo Caruso.

## Palmarés
| 1992 - Gran Premio de Llodio 1993 - 1 etapa del Trofeo Castilla y León 1994 - 1 etapa de la Challenge a Mallorca - 1 etapa de la Vuelta a Andalucía - 1 etapa de la Setmana Catalana - 2.º en el Campeonato de España en Ruta - Trofeo Masferrer 1996 - 1 etapa del Giro de Italia 1997 - 1 etapa de la Vuelta a Chile 1998 - GP International MR Cortez-Mitsubishi, más 1 etapa - 1 etapa del Giro de Italia 2000 - 2 etapas de la Vuelta al Algarve - 1 etapa de la Vuelta al Alentejo - 2 etapas de la Vuelta a Asturias - 2 etapas de la Vuelta a Portugal - 3.º en el Campeonato de España en Ruta - 2 etapas del GP CCRLVT - 1 etapa del Trofeo Joaquim Agostinho - Gran Premio CTT Correios de Portugal | 2001 - 2 etapas del G. P. Mosqueteiros-Rota do Marquês - 1 etapa de la Setmana Catalana - 1 etapa del Gran Premio Internacional MR Cortez-Mitsubishi - 3 etapas del Gran Premio Jornal de Noticias - 1 etapa del GP do Minho - 1 etapa de la Vuelta a Portugal 2002 - 1 etapa de la Vuelta a Murcia - 2 etapas de la Vuelta a Castilla y León - 2 etapas de la Vuelta al Alentejo - 1 etapa de la Vuelta a Aragón - 2 etapas de la Vuelta a Portugal - Gran Premio CTT Correios de Portugal, más 1 etapa 2003 - 1 etapa de la Vuelta al Algarve - 2 etapas del G. P. Mosqueteiros-Rota do Marquês - 2 etapas del GP International MR Cortez-Mitsubishi - 1 etapa de la Vuelta a Asturias - 1 etapa de la Vuelta a Portugal 2004 - 1 etapa de la Setmana Catalana - GP International MR Cortez-Mitsubishi, más 1 etapa - 1 etapa del Trofeo Joaquim Agostinho 2006 - 1 etapa de la Vuelta a Castilla y León |

## Resultados en Grandes Vueltas y Campeonatos del Mundo
| Carrera         | Carrera         | 1992 | 1993 | 1994 | 1995  | 1996  | 1997 | 1998 | 1999 | 2000 | 2001 | 2002 | 2003 | 2004 | 2005 | 2006 | 2007 |
| --------------- | --------------- | ---- | ---- | ---- | ----- | ----- | ---- | ---- | ---- | ---- | ---- | ---- | ---- | ---- | ---- | ---- | ---- |
|                 | Giro de Italia  | —    | —    | —    | —     | F. c. | Ab.  | Ab.  | 79.º | —    | —    | —    | —    | —    | —    | —    | —    |
|                 | Tour de Francia | —    | —    | 96.º | F. c. | —     | —    | —    | —    | —    | —    | —    | —    | —    | —    | —    | —    |
|                 | Vuelta a España | —    | 73.º | Ab.  | —     | 85.º  | Ab.  | 76.º | 95.º | —    | 77.º | 60.º | 70.º | —    | —    | —    | —    |
| Mundial en Ruta | Mundial en Ruta | —    | —    | 38.º | —     | —     | 30.º | —    | —    | —    | —    | —    | —    | —    | —    | —    | —    |

—: no participa
F. c.: fuera de control
Ab.: abandono

## Equipos
- Kelme (1992-1999)
- Milaneza Maia (2000-2004)
- Saunier Duval-Prodir (2005)
- Andalucía-Paul Versan (2006)
- Vitoria-ASC (2007)